# Eremitage (Lindlar)
Eremitage ist ein Ortsteil der Gemeinde Lindlar im Oberbergischen Kreis. In dem Weiler leben heute nur wenige Einwohner.

## Lage und Beschreibung
Der Ort liegt etwa zwei Kilometer entfernt vom Ortskern Lindlar in nördlicher Richtung am Brungerst oder Brungerstberg. Der neuzeitliche Abbau der Grauwacke der Lindlarer Steinindustrie hat das umliegende Gelände der Siedlung sehr stark verändert.

## Geschichte
Archäologische Funde aus den Jahren 2008/2009 sind umfassend ausgewertet worden und belegen, dass der nachweislich älteste Wald der Welt in Lindlar stand. Archäologen entdeckten 2008 Überreste von Blättern und Ästen. Im Mitteldevon, vor etwa 390 Millionen Jahren, also noch vor den Dinosauriern, wuchsen die etwa zwei bis drei Meter hohe Bäume – Calamophyton – auf einer Sandinsel im Flachmeer. Man vermutet, dass die Bäume durch einen Urzeit-Tsunami ins Meer gespült worden sind, mit Schlamm bedeckt wurden und somit heute noch versteinert erhalten sind. Diesen Schlammablagerungen verdankt auch die Lindlarer Grauwacke ihre Entstehung, einem 350 Millionen Jahre alten Sedimentgestein. Die Funde stammen aus den Steinbrüchen des Brungerst unweit der Eremitage.
Die kleine Siedlung hat ihren Namen Eremitage daher, dass hier wenigstens ein Jahrhundert hindurch tatsächlich Eremiten gelebt haben. Der letzte Eremit hieß Severin Stelberg. Die Eremitage bestand aus einer Wohnung, einer Kapelle mit Umlage und Garten. Wilhelm Breidenbach findet dazu im Sterberegister des Kirchenarchivs den Tod folgender Eremiten:
1. 29. Februar 1756, Frater Anton, Eremita
2. 26. Dezember 1772, Georgius Horne, Eremita
3. 9. April 1785, Severinus Stelberg, Eremita.

Nach 1785 geriet die Eremitage in Verfall, da kein neuer Eremit gefunden wurde. Erst 1820 kaufte der Lindlarer Bürgermeister Alexander Court das zerfallene Gebäude, um aus den noch vorhandenen Materialien ein Wohnhaus zu errichten.
Carl Friedrich von Wiebeking benennt den Ort auf seiner Charte des Herzogthums Berg 1789 als Einsiedley. Aus ihr geht hervor, dass der Ort zu dieser Zeit Teil der Oberen Dorfhonschaft im Oberen Kirchspiel Lindlar war.
Der Ort ist auf der Topographischen Aufnahme der Rheinlande von 1825 als Eremitage verzeichnet. Die Preußische Uraufnahme von 1840 zeigt den Wohnplatz ebenso unter dem Namen Eremitage. Ab der Preußischen Neuaufnahme von 1894/96 ist der Ort auf Messtischblättern regelmäßig als Eremitage verzeichnet.
1822 lebten fünf Menschen im als Haus kategorisierten Ort, der nach dem Zusammenbruch der napoleonischen Administration und deren Ablösung zur Bürgermeisterei Lindlar im Kreis Wipperfürth gehörte. Für das Jahr 1830 werden für den als Eremitage bezeichneten Ort zusammen mit Berghäusgen, Dörl, Falkenhof, der hintere Falkenhof, Clause und Frauenhaus 57 Einwohner angegeben. Der 1845 laut der Uebersicht des Regierungs-Bezirks Cöln als Hof kategorisierte Ort besaß zu dieser Zeit zwei Wohngebäude mit 16 Einwohnern, alle katholischen Bekenntnisses.
Die Gemeinde- und Gutbezirksstatistik der Rheinprovinz führt Eremitage 1871 mit zwei Wohnhäusern und 20 Einwohnern auf. Im Gemeindelexikon für die Provinz Rheinland von 1888 werden für Eremitage drei Wohnhäuser mit 40 Einwohnern angegeben. 1895 besitzt der Ort drei Wohnhäuser mit 30 Einwohnern und gehörte konfessionell zum katholischen Kirchspiel Lindlar, 1905 werden vier Wohnhäuser und 23 Einwohner angegeben.